# Normen Weber
Normen Weber (* 16. Oktober 1985 in Berlin) ist ein deutscher Kanute und Offizier des Heeres der Bundeswehr.

## Leben
Weber wurde bereits als Kind im Zweier-Faltboot von seiner Mutter mitgenommen und fuhr im Alter von sieben Jahren im Kanurennsport seine erste Regatta auf dem Fühlinger See in Köln für den Verein KKM Köln. Im Jahr 1997 wechselte er in den Wildwasserrennsport und zum FFB Brühl. Im Jahr 2001 wurde er erstmals für die Nationalmannschaft im Einer-Kanadier nominiert und wurde ebenso das erste Mal deutscher Meister.
Im Jahr 2002 gewann Weber bei den Junioren-Weltmeisterschaften seinen ersten internationalen Titel. Im Jahr 2006 gewann Weber erstmals Gold bei den Weltmeisterschaften in Karlsbad im Team mit Stephan Stiefenhöfer und Julian Rohn über die Classic-Distanz. Eine weitere Goldmedaille im Team mit Julian Rohn und Dominik Pesch folgte im Jahr 2008 bei den Weltmeisterschaften in Ivrea. Im Jahr 2011 wurde Weber auf dem Ibar zweifacher Europameister im Sprint in Kraljevo (Serbien) und holte bei der Weltmeisterschaft auf dem Augsburger Eiskanal zwei Bronzemedaillen im Team. Auf der anspruchsvollen Wildwasserstrecke in La Plagne gewann Weber im Jahr 2012 zweimal WM-Silber im Zweier-Canadier zusammen mit seinem Partner Rene Brücker.
Bei den Europameisterschaften 2013 in Bovec gewann Weber seinen dritten EM-Titel. Danach folgte bei der Weltmeisterschaft in Solkan sein erster WM-Titel im Sprint-Einzel, was auch den bisherigen Höhepunkt Webers Wildwasserkarriere bedeutete.
Weber war zudem auch im Drachenboot zwischen 2006 und 2010 für den VfK Wuppertal und ist im Stand Up Paddling (SUP) aktiv. Im Jahr 2012 wurde Weber Meister bei den vom deutschen Kanuverband ausgerichteten SUP-Meisterschaften in Pelzerhaken.
Weber ist Offizier des Truppendienstes der Bundeswehr und gehört der Artillertietruppe an. Bis September 2024 war er im Dienstgrad Major Kompaniechef der 5. Kompanie des Artilleriebataillons 295.

## Erfolge
2013
- 1. Platz Weltmeisterschaft C1 Herren Einzel, Sprint Solkan / SLO
- 1. Platz Europameisterschaft C1 Herren Einzel, Classic Bovez / SLO
- 2. Platz Europameisterschaft C2 Herren Einzel, Classic Bovez / SLO
- 3. Platz Europameisterschaft C1 Herren Einzel, Sprint Bovez / SLO

2012
- 2. Platz Weltmeisterschaft C2 Herren Einzel, Classic La Plagne / FRA
- 2. Platz Weltmeisterschaft C2 Herren Team, Classic La Plagne / FRA

2011
- 1. Platz Europameisterschaft C1 Herren Einzel, Sprint Kraljevo / SER
- 1. Platz Europameisterschaft C2 Herren Team, Sprint Kraljevo / SER
- 2. Platz Europameisterschaft C1 Herren Einzel, Classic Kraljevo / SER
- 2. Platz Europameisterschaft C2 Herren Einzel, Classic Kraljevo / SER
- 3. Platz Weltmeisterschaft C1 Herren Team, Sprint Augsburg / GER
- 3. Platz Weltmeisterschaft C2 Herren Team, Sprint Augsburg / GER
- 3. Platz Europameisterschaft C1 Herren Team, Sprint Kraljevo / SER

2010
- 3. Platz Weltmeisterschaft C1 Herren Team, Sprint Sort / ESP

2009
- 3. Platz Europameisterschaft C1 Herren Team, Classic Sondrio / ITA
- 3. Platz Europameisterschaft C1 Herren Team, Sprint Sondrio / ITA

2008
- 1. Platz Weltmeisterschaft C1 Herren Team, Classic Ivrea / ITA
- 2. Platz Weltmeisterschaft C1 Herren Einzel, Classic Ivrea / ITA
- 3. Platz Weltmeisterschaft C1 Herren Team, Sprint Ivrea / ITA